# Triesdorf
Triesdorf ist ein Gemeindeteil des Marktes Weidenbach im Landkreis Ansbach (Mittelfranken, Bayern). Triesdorf liegt in der Gemarkung Weidenbach.
Bis 1806 war Triesdorf Sommerresidenz der Markgrafen von Brandenburg-Ansbach und Garnisonsstandort. Heute beherbergt der Ort die Hochschule für angewandte Wissenschaften Weihenstephan-Triesdorf, deren Einrichtungen einen Großteil der historischen Gebäude aus der Markgrafenzeit nutzen. Triesdorf ist der kleinste Ort Deutschlands, in dem eine Hochschule besteht, und Namensgeber der Verwaltungsgemeinschaft Triesdorf.

Das „Seckendorffer Schloss“, Besitz der Herren von Seckendorff, heute unbewohnt und baufällig

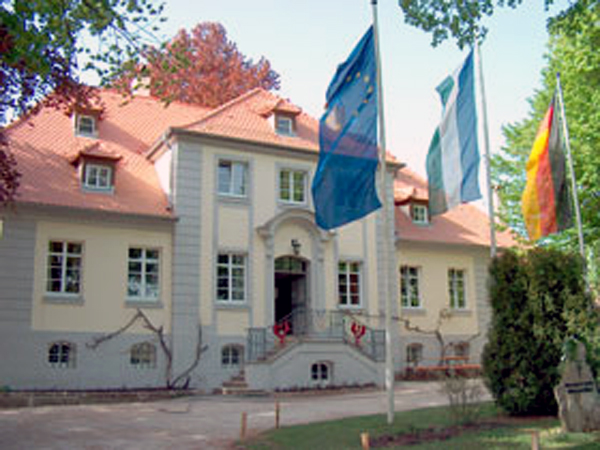
Das Alte Hofgartenschloss der Markgrafen von Brandenburg-Ansbach, bis 2022 Konstante der Landsmannschaft Frankonia zu Triesdorf

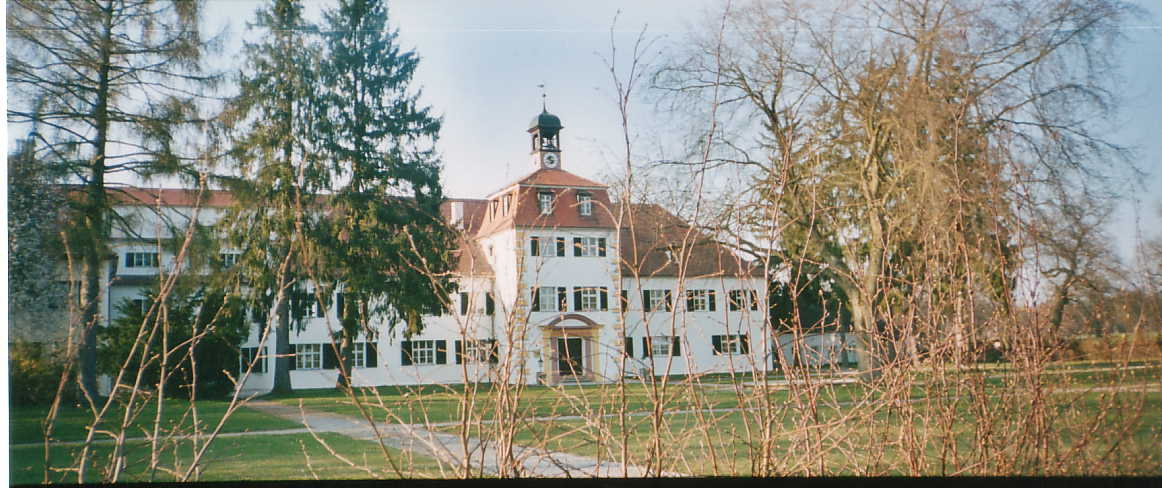
Das „Weiße Schloss“ der Markgrafen von Brandenburg-Ansbach, heute Sitz der Fachakademie für Hauswirtschaft

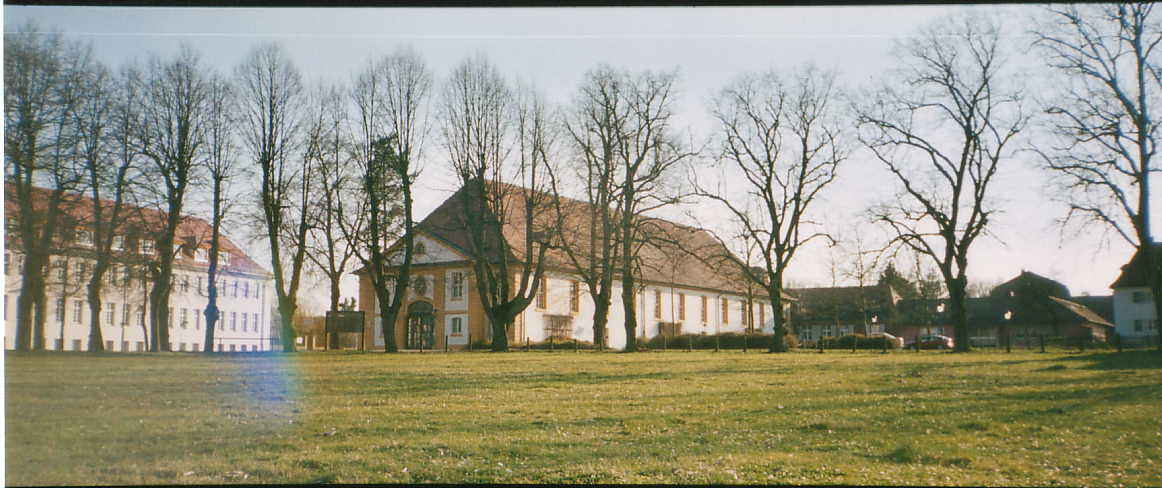
Das „Alte Reithaus“ der Markgrafen von Brandenburg-Ansbach, heute Aula der Hochschule Weihenstephan-Triesdorf

## Geografie
Durch das Dorf fließt der Wannenbach, ein linker Zufluss der Altmühl. Im Norden liegen die sogenannten Vier Kreuzweiher, die zwischen 1701 und 1717 künstlich angelegt wurden. Im Nordosten schließt sich der Hofgarten an, dahinter liegt das Wannenholz. 0,5 km nördlich liegt das Waldgebiet Tiergarten. Durch Neubaugebiete ist Triesdorf mit Weidenbach zu einer geschlossenen Siedlung geworden.

## Geschichte

### Vormarkgräfliche Zeit
Fränkische Siedler aus Herrieden gründeten um 850 in den Königswäldern des Keupers und Buntsandsteins zahlreiche neue Siedlungen, so auch Ornbau. Die Pfarrei Ornbau besaß vier Tochterkirchen, nämlich Triesdorf, Weidenbach, Hirschlach und Leidendorf. Seinen Namen erhielt Triesdorf von Tivro, dem Begründer dieser Siedlung. Er änderte sich von Tyrolfesbach über Trewesdorf, Trifesdorf, Triebsdorf und Triesesdorf bis hin zum heutigen Namen.
Der römisch-deutsche Kaiser verpfändete das Dorf mit seinen 16 Bauernfamilien an die Freiherren von Seckendorff; der genaue Zeitpunkt dieser Verpfändung lässt sich nicht mehr feststellen. Während sich das Nachbardorf Weidenbach als großes Bauerndorf mit 154 Familien frei entwickeln konnte, begrenzten die neuen Besitzer Triesdorfs die Ansiedlung weiterer Bauern.
Das Kloster Heilsbronn erwarb ab 1282 in Triesdorf Güter und den halben Zehnten. Wegen des Zehnten kam es oft zum Streit mit den Seckendorffern. Acht Jahre nach dem Tod des Klosterabts Melchior Wunder (1562–1578), gelangte heilsbronnischer Besitz an die Ansbacher Markgrafen. Im 16-Punkte-Bericht des heilsbronnischen Vogtamts Merkendorf aus dem Jahr 1616 wurden für Triesdorf noch 1 Hof, 2 Halbhöfe und 3 Güter angegeben, die dem Verwalteramt Merkendorf unterstanden. Die Anwesen anderer Grundherrn wurden nicht aufgelistet. Die Fraisch hatte das brandenburg-ansbachische Kasten- und Stadtvogteiamt Windsbach inne.
1654 wurden dem Klosteramt Heilsbronn von dem Ansbacher Markgrafen Albrecht ein Areal abgekauft, auf dem der Tiergarten angelegt wurde.

### Triesdorf als Markgrafenresidenz
Im Jahr 1600 mussten die Seckendorffer ihren Triesdorfer Stammsitz verkaufen. Der Bestand an festen Gebäuden, den Markgraf Georg Friedrich I. am 18. September 1600 durch den Kauf des Triesdorfer Schlossguts von Wolf Balthasar von Seckendorff erworben hatte, war gering. Das dem Kaufbrief beigefügte Gewährregister nennt neben dem Seckendorffer Schloss ein Kirchlein, eine Mühle, ein Botenhäuslein und einige Gebäude des Gutshofes. Das 1454 neu gebaute Wasserschloss der Familie von Seckendorff bestand aus einer bescheidenen burgähnlichen Anlage von wenigen Gebäuden, die sich um einen Hof gruppierten. Eine Zugbrücke verband das einfache Torhaus mit der Merkendorfer Straße. Die Toranlage ist noch erhalten und als Seckendorffer Schloss bekannt.
In den folgenden zwei Jahrhunderten bauten die Markgrafen Triesdorf zu einer fürstlichen Residenz im Stil der Zeit aus und gaben dem Ort sein für ein fränkisches Dorf ungewöhnliches Gesicht. Zu dem sommerlichen Refugium für die gesamte Hofgesellschaft gehörten neben den Schlossgebäuden auch zahlreiche Nebengebäude für Höflinge, Dienerschaft und Gutsarbeiter sowie Einrichtungen für Militär, Gendarmerie und Post, weiterhin solche, die der Zerstreuung dienten, wie der große, von einer Ziegelsteinmauer (Rote Mauer) umgebene Tiergarten für die markgräfliche Jagdgesellschaft oder die Kreuzweiher, auf denen man sich in venezianischen Gondeln umherfahren ließ. Barocke Gärten, herrschaftliche Alleen und ein Theater rundeten die Freizeitanlagen des Ansbacher Hofs ab.

### Übersicht über die Bautätigkeit der Markgrafen (Auswahl)
- 1600 Kauf Triesdorfs durch Markgraf Georg Friedrich I.
- 1610 Anlage von Weihern und Bau des Reiherhauses für die markgräflichen Fischwirte
- 1620 Beginn der Errichtung des Gutshofs
- 1682 Baubeginn des Weißen Schlosses
- 1694 Fertigstellung des Weißen Schlosses
- 1695 Bau der Holländischen Häuslein (Kavaliershäuser und Adler), heute Studentenwohnheim und Gaststätte
- 1701 Verlegung der Ökonomie (Gutshof) an ihren jetzigen Standort an der Markgrafenstraße
- 1730 Bau des Roten Schlosses, heute Tierhaltungsschule und Studentenwohnheim
- 1732 neuer Anbau am Weißen Schloss
- 1735 Bau der Markgrafenkirche
- 1736 Bau der Husarenkaserne, heute Hochschule, Bibliothek und Schülerwohnheim
- 1744 Bau des Triesdorfer Reithauses und Anlage der Reitbahn
- 1750 Bau der Carls-Passage (überdachtes Lusthäuschen, inzwischen abgebrochen)
- 1759 Bau der Luisen-Passage (überdachtes Lusthäuschen, inzwischen abgebrochen)
- 1759 Bau des Jägerhauses, heute Studentenwohnheim
- 1762 Bau des Marstalls, heute Mensa
- 1764 Bau des Försterhauses, heute als Forsthaus bekannt
- 1772 Bau des Alten Hofgartenhauses, bis 2022 Konstante der Landsmannschaft Frankonia zu Triesdorf
- 1785 Bau der Villa Sandrina, Wohnsitz von Lady Craven, der Favoritin und späteren Ehefrau des letzten Markgrafen
- 1791 Bau der Englischen Anlagen der Lady Craven

### Blütezeit unter Carl Wilhelm Friedrich und Christian Friedrich Carl Alexander
Einen Aufschwung erlebte Triesdorf unter Carl Wilhelm Friedrich (dem Wilde Markgraf) und seiner Frau Friederike Luise von Preußen. Ehe er volljährig wurde, regierte seine Mutter Christiane Charlotte von Württemberg in seinem Namen. Nach seiner Volljährigkeit war er von 1723 bis 1757 absolutistischer Herrscher. Das erforderte auch eine umfassende Bautätigkeit, um ein adäquates Umfeld zu schaffen. Neben Bauten in Ansbach und Gunzenhausen wollte er in seiner Sommerresidenz seinem Vorbild Ludwig XIV. nacheifern und eine Miniaturausgabe von Versailles schaffen. Die bedeutendsten erhaltenen Bauwerke seiner Regierungszeit sind sein Wohnsitz, das Rote Schloss, und das Alte Reithaus.
Nach Carl Wilhelm Friedrichs Tod übernahm sein Sohn Christian Friedrich Carl Alexander, genannt der Letzte Markgraf, die Regentschaft über das Fürstentum Brandenburg-Ansbach. In Triesdorf bot sich ihm ein weites Betätigungsfeld. Neben der Falkenjagd, der er im nahen Altmühltal nachging, wurde unter seiner Herrschaft die Sommerresidenz mit einer roten Backsteinmauer umgeben. Innerhalb der Mauern vermehrte sich das Wild durch Fütterung und Hege stark, so dass jederzeit genügend Jagdbeute verfügbar war. Offiziell war sein Regierungssitz zwar Ansbach, aber wegen seiner Jagdliebe hielt er sich die meiste Zeit in Triesdorf auf.
Nachdem Alexanders erste Ehefrau Friederike Caroline von Sachsen-Coburg-Saalfeld am 18. Februar 1791 in Unterschwaningen verstorben war, wohin sie der Markgraf „abgeschoben“ hatte, verließ er am 19. Mai des gleichen Jahres Triesdorf in Richtung Großbritannien. Am 30. Oktober 1791 heiratete er in Lissabon Lady Elizabeth Craven, die Tochter des Augustus Berkeley, 4. Earl of Berkeley und Witwe des 6. Barons Craven, der kurz vorher verstorben war. Die Hochzeit mit Lady Craven löste in Triesdorf eine rege Bautätigkeit aus. Schon zu der Zeit, als die Lady die Gespielin des Markgrafen war, wurden für sie in Triesdorf mehrere Gebäude errichtet. Das erste, ihr Willkommensgeschenk, war die Villa Sandrina.

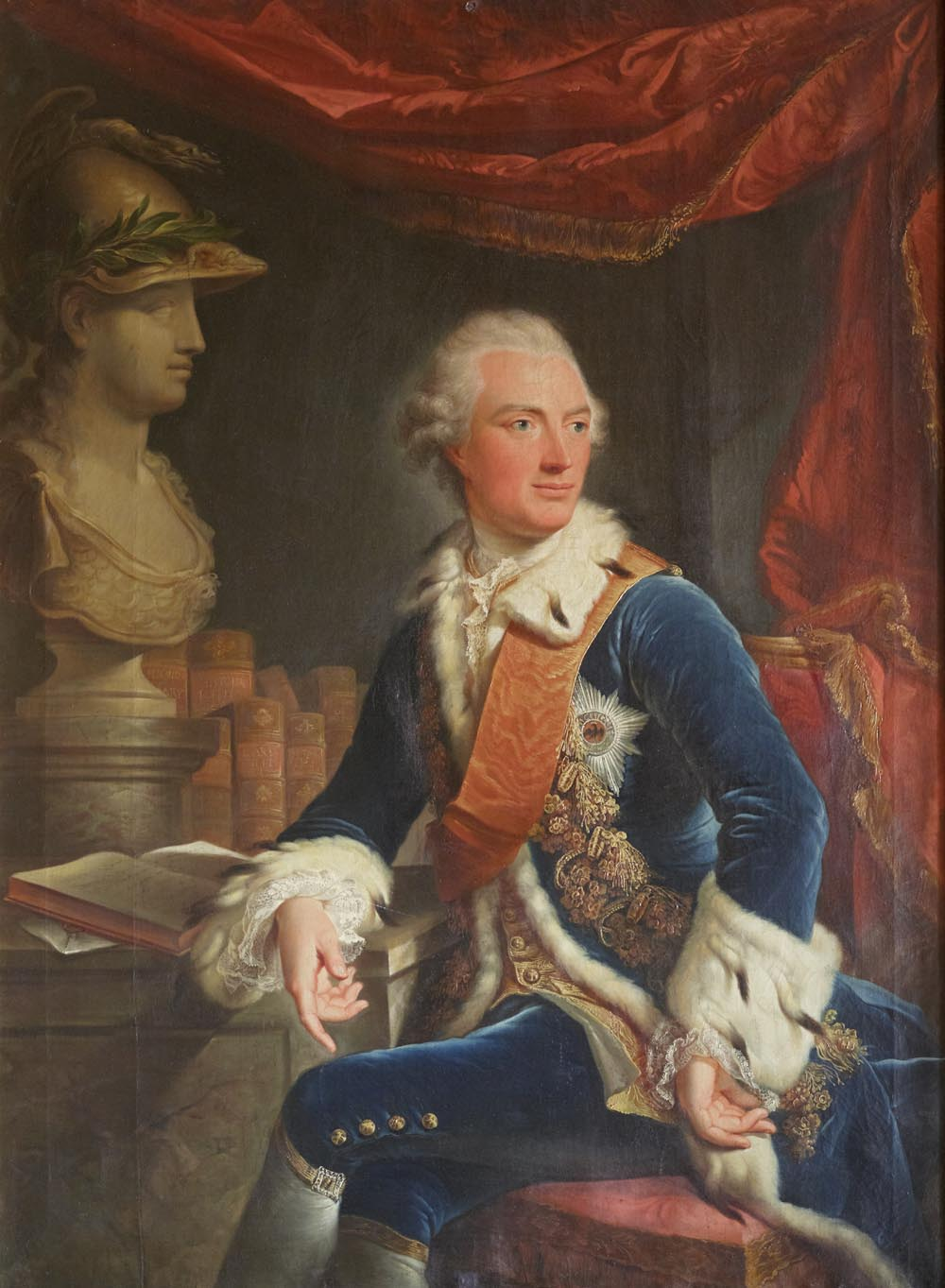
Porträt des Markgrafen Alexander

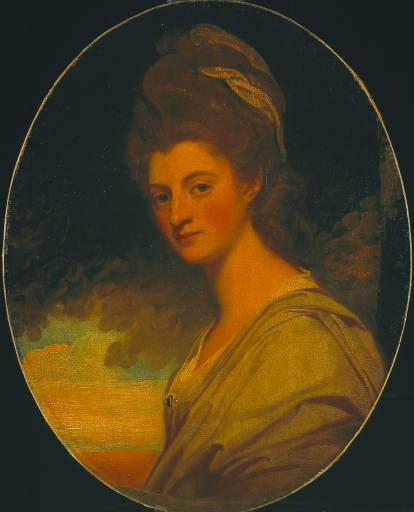
Elizabeth Craven, Porträt von George Romney 1778

Zu den Neuerungen, zu deren Ausführung sie den ihr ergebenen Markgrafen inspirierte, gehörte die Verwandlung eines Teiles des Triesdorfer Parks in einen romantischen Landschaftsgarten englischer Prägung und die Errichtung ihrer eigenen Residenz als englischer Sommersitz inmitten des nach dem Geschmack der Lady umgestalteten Parks. Da das langgezogene, nüchterne Gebäude der Villa Sandrina keine Gnade vor den Augen der Lady gefunden hatte, wurden bereits am 19. Mai 1787 dem Triesdorfer Bauwesen mit einer „englischen Anlage“ neue Aufträge erteilt.
Wie eine Grundrissskizze von 1787 zeigt, bestand das Sommerhaus der Lady Craven aus einer eingeschossigen Anlage mit einer Rotunde als Mittelpunkt. An diesen Zentralkörper lehnten sich beidseitig lange Flügelbauten an, denen niedrige Greenhouses vorgelagert waren. Der westliche Trakt diente der Aufnahme der Wirtschaftsräume, der östliche wurde zur komfortablen Wohnung der Lady ausgebaut. Neu an diesem Entwurf war die unmittelbare Verbindung von Wohn- und Schlafräumen mit Orangerien und einem Wintergarten. Der Wohnflügel enthielt neben einer Bibliothek eine Reihe verschwiegener Kabinetts, Vorzimmer und Garderoben, ein Schlafzimmer mit Durchgängen zum Wintergarten und am Ende der Flucht einen Billardsaal als Gesellschaftsraum für den intimeren Zirkel. In dieser äußeren Gestalt vertrat das Sommerhaus im Landschaftsgarten der Lady Craven eine Gebäudegattung, die in ihrer bewusst ländlichen Formgebung in den englischen Idealgärten als ornamented farms schon um die Mitte des Jahrhunderts auf der Insel heimisch waren.
Dieser mit der Unschuld der Natur spielenden Empfindung entsprach in Triesdorf auch die Umformung der landschaftlichen Umgebung des Sommersitzes. Mit der bewegten Kulisse des Mischwalds im Hintergrund stand am Rande des zu einem Badesee vertieften Spesserweihers eine strohgedeckte Badehütte für die naturschwärmende Engländerin bereit. Marmortreppen führten vom Badeplatz zum Wasser hinab. In der Nähe bot ein Milchhäuslein seine Erfrischungen an. Eine Schäferhütte und ein Mohrenhäuslein vervollständigten das Idyll. Eine künstliche Insel in der Mitte des Badesees trug einen Pavillon. Eine hölzerne Scheinbrücke durfte in der Szenerie als malerischer Bestandteil nicht fehlen. Ein kreisrunder Viehstall im Wald gehörte zu einer poesieverklärten Landwirtschaft. Das Eingangstor zum englischen Garten der Lady war als Ruine gestaltet.
Was der Lady gefiel, machte sie in den Augen der verarmten Dorfbewohner zum Hassobjekt. 15.000 Wagenfuhren Baumaterial mussten die Untertanen in Fronarbeit für die englischen Anlagen heranschaffen. 1.000.000 fl. gab der Markgraf für seine Freundin im Jahr aus. Schließlich reichte es auch der Regierung und den Bauinspektoren des Markgrafen – sie verweigerten die Auszahlung weiterer Mittel. Auch die Geldbeschaffung durch den Markgrafen steigerte den Hass auf ihn und die Gräfin. Einnahmen erzielte der Markgraf nämlich unter anderem dadurch, dass er dem britischen König Hilfstruppen für dessen Kolonien in Amerika vermietete. Sie waren unter General Howe in New York am nördlichen Feldzug beteiligt und andere unter dem Oberkommando von General Cornwallis auch in der Schlacht von Yorktown eingesetzt.
Nominell war Karl Alexander Chef der fränkischen Kreis-Dragonerregiments und hatte nominell auch das Kommando über die 1644 Mann starke vermietete Fränkische Armee, von der 1783 1183 Mann in die Heimat zurückkamen. Weitere Truppen vermietete der Markgraf an Holland. Mit den Einnahmen tilgte er die Staatsschulden, die bei seiner Amtsübernahme fünf Millionen Gulden betrugen. Bei seiner Abdankung 30 Jahre später lag der Schuldenstand nur noch bei 1,5 Millionen Gulden.
Karl Alexander verkaufte am 16. Januar 1791 in einem Geheimvertrag seine Fürstentümer an Preußen. Auslöser für diesen Schritt war der fehlende Rückhalt bei seinen Ministern, die gegen ihn aufbegehrten und keine Geldmittel mehr für die Bauprojekte des Markgrafen und der verhassten Lady zur Verfügung stellen wollten. Der Vertrag war von dem seit 1790 in Ansbach tätigen Minister Karl August Freiherr von Hardenberg arrangiert worden. Entsprechend den Vereinbarungen des Vertrages zahlte Preußen dem Markgrafen als Entschädigung eine jährliche Leibrente von 300.000 Gulden und gliederte die beiden Fürstentümer als Verwaltungsgebiet Ansbach-Bayreuth in sein Herrschaftsgebiet ein. So wurden diese fränkischen Regionen preußisch. Am 15. Dezember 1805 fiel das Fürstentum Ansbach im Tausch gegen das Kurfürstentum Hannover an Frankreich und ging 1806 an das Königreich Bayern über. Am 2. Dezember unterzeichnete Karl Alexander in Bordeaux seine Abdankung. Er ging mit seiner zweiten Frau als Privatmann nach England und widmete sich dort der Pferdezucht.

### Von der Ökonomie zur Bildungsanstalt
Zum Wesen der barockstaatlichen Residenz auf dem Lande gehörte ein gewisses Autonomiestreben. Deshalb wurde eine besondere Triesdorfer Baubehörde eingerichtet, die zwar eine nachgeordnete Dienststelle des Ansbacher Hofbauamts bildete, aber personell und organisatorisch eine Sonderstellung einnahm. Ihr gehörten als Leiter ein Triesdorfer Bauinspektor an, der oft auch die Pflichten der Bauverwaltung (Abrechnung) übernahm, ein Magasinier, dem Material und Werkzeug anvertraut waren, ein Landhofmaurer mit seinen Gesellen, denen die Bauausführung oblag, ein Brunnenmeister, ein Zimmermann und ein Schreiner. Dazu kamen die Bau- und Fuhrknechte und die Ziegler. In einem gesonderten Bauetat, in der selbständigen Rechnungslegung und in einem eigenen Aktenbestand, der ab 1750 in der Ansbacher Bauregistratur verwahrt wurde, zeigte sich die organisatorische Sonderstellung des Triesdorfer Bauwesens. Ähnlich verhielt es sich bei anderen Ressorts der markgräflichen Verwaltung wie im Forst- und Gartenwesen, bei der Küchenmeisterei und im Straßenbau.
Die herrschaftliche Ökonomie (Gutshofs) auf dem Terrain der Sommerresidenz entstand auf der Grundlage der einstigen seckendorffischen Gutswirtschaft und befand sich seit ihrer Verlegung 1701 auf dem Gelände südlich der Weidenbacher Straße. Die vorausblickenden Maßnahmen Carl Friedrich Wilhelms und seines Nachfolgers ließen die Meierei über ihre ursprüngliche Bestimmung, Versorgungsbasis der ländlichen Hofhaltung zu sein, weit hinauswachsen. Markgraf Carl war kein Merkantilist, sondern bekannte sich schon in jungen Jahren zur Lehre der Physiokraten, die den Wohlstand des Landes auf der Grundlage einer produktionsfähigen Landwirtschaft aufzubauen wünschten. Die Bevorzugung der bäuerlichen Wirtschaft gegenüber dem Handel war schon in den ersten Regierungsjahren des Markgrafen zu erkennen. Eine Reihe von Verordnungen Carls befasste sich mit der Förderung des Agrarwesens.
Die markgräfliche Pferdezucht wurde in Triesdorf besonders gefördert. Sie wurde dort 1730 auf Befehl des Fürsten zunächst provisorisch eingerichtet, indem eine Reihe von Viehställen und Feldscheuern in Pferdeställe umgebaut wurden. Auch der Viehzucht galt das Interesse des Markgrafen. Julius Meyer berichtete, „dass er eine Zucht von außerordentlich großen und schönen Kühen aus Ostfriesland nach Triesdorf hatte kommen lassen“, um die Qualität des heimischen Viehs zu verbessern.
Markgraf Alexander setzte das Werk seines Vaters fort. Durch die Einfuhr von Zuchtstieren aus dem Berner Oberland gelang es ihm, in Triesdorf „einen Schlag von starkem, dauerhaften Vieh heranzuziehen, welches als Triesdorfer Rasse bekannt und geschätzt war“. Triesdorfer Vieh wurde in Berlin und Paris gehandelt. Wie schon sein Vater förderte auch Alexander die heimische Pferdezucht. Er ließ Zuchtpferde aus England kommen und richtete in Triesdorf, Colmberg und Röshof Fohlenhöfe und Beschälstationen ein. Der Ansbacher Pferdemarkt an der Zirkelwirtspeunt erfreute sich regen Besuchs und war über die Grenzen des Fürstentums hinaus bekannt. Für die Qualität der Ansbacher Pferde spricht die Tatsache, dass sich 1801 in Trakehnen außer den 262 Stuten eigener Zucht auch 19 vom Triesdorfer Gestüt befanden.
Auch der Schafzucht galt das Interesse des letzten Markgrafen. In der Absicht, die heimische Textilindustrie konkurrenzfähig zu machen, ließ Alexander Schafe mit besonders feiner Wolle züchten. Eine Herde von Merino-Widdern und -schafen wurde in Spanien gekauft. Die von Alexander begründete spanische Zuchtschäferei wurde von der nachfolgenden preußischen Regierung übernommen. Alle diese auf die Hebung des allgemeinen Wohlstands abzielenden Maßnahmen der beiden Fürsten zeigten viele schöne Erfolge.
Nach dem Verkauf Triesdorfs durch den letzten Markgrafen war der Ort zwischen 1792 und 1806 eine preußische Staatsdomäne. Die Feldwirtschaft war verpachtet. Nach der Schlacht bei Jena und Auerstedt und der preußischen Niederlage fiel Triesdorf an das Königreich Bayern. Unter bayerischer Regierung war bis 1821 Freiherr von Mardefeld Direktor der Königlichen Ökonomie Triesdorf. Schon zu Zeiten des letzten Markgrafen war er Stallmeister des Hauptgestüts Triesdorf. Sein Nachfolger wurde Georg Adam Gutmann, der bereits seit 1806 Ökonomie-Rendant (Verwalter) in Triesdorf war. Von 1832 bis 1844 leitete Regierungsrat Herrmann Keim, der Förderer der Triesdorfer Baumzucht, das Gut. Er wurde 1844 von Staatsgutadministrator Kraus abgelöst (bis 1850), der seit 1848 auch erster Direktor der neu gegründeten Königlichen Kreisackerbauschule war.
Im Jahre 1826 bestand das Gutspersonal aus 18 Personen, einem Ökonomie-Rendanten (Verwalter und Kassenführer), einem Ökonomen (Gutsinspektor, Baumeister), einem Aufseher, einem Kuhhirten, der gleichzeitig Nachtwächter war, einem Flurer (Feldhüter), einer Magd, einem Ochsenknecht, einem Viehwärter, sechs Tagelöhnern und vier Torwarten zur Bewachung der Tore in der Roten Mauer, des Weidenbacher, Merkendorfer, Ornbauer und Ansbacher Tores, von dem das Torhaus, heute eine Gastwirtschaft noch steht.
Als baulichen Glanzpunkt dieser Zeit erhielt der Gutshof 1710 einen Marstall für 56 Pferde, der 1763 als repräsentativer Abschluss des Gutshofes nach Westen erweitert wurde. Zwei Gutsscheunen wurden 1733 und 1736 errichtet. Eine weitere stattliche Fachwerkscheune (Feldscheune), die noch steht, wurde 1741 in der Nähe der alten Seckendorff-Burg gebaut.

#### Die Triesdorfer Rinderzucht und der Triesdorfer Tiger

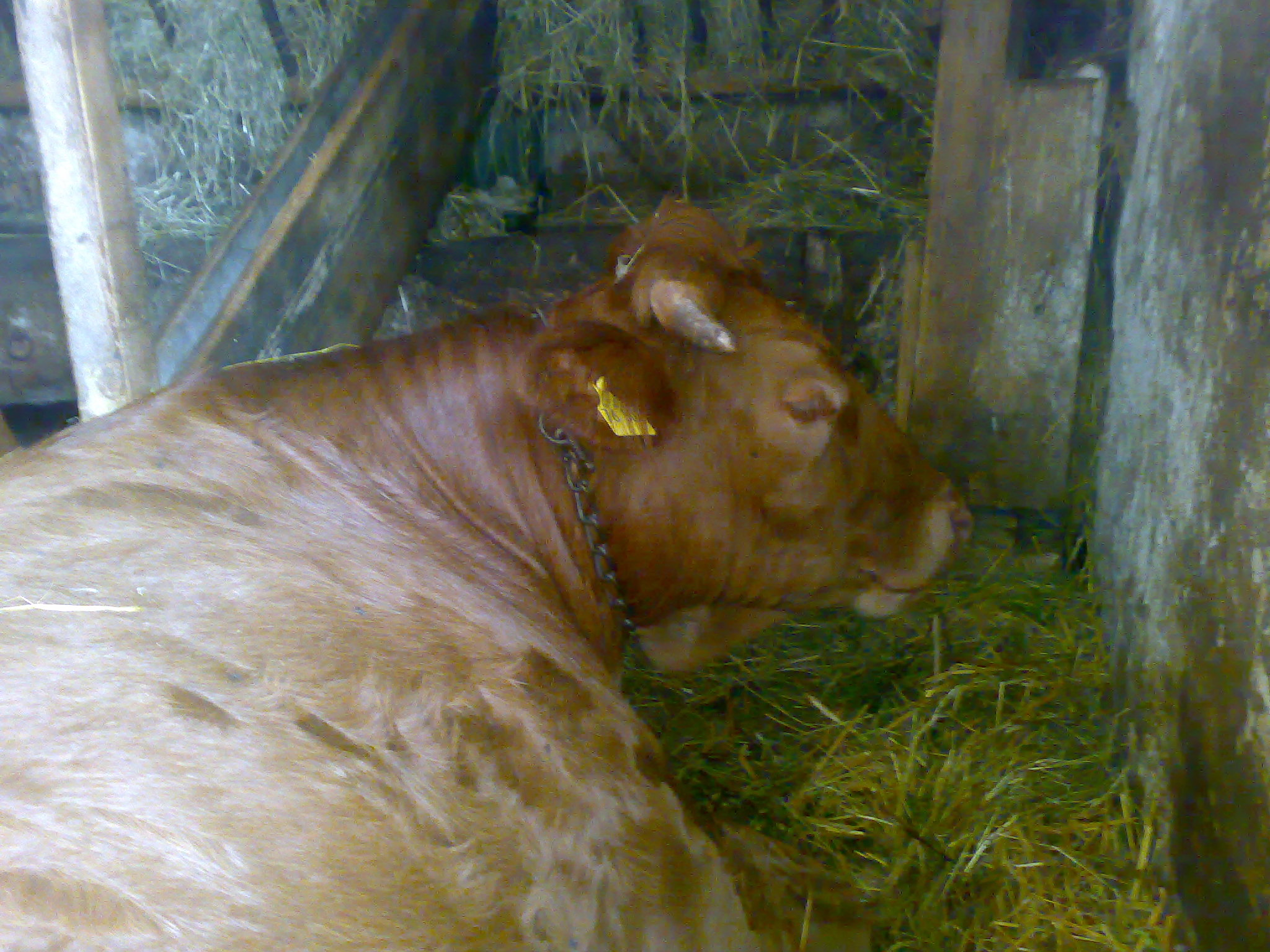
Ein Triesdorfer Tiger im Freilandmuseum Bad Windsheim 2009. Die Rasse gehört zu den bedrohten Nutztierrassen

Die Ansbacher Markgrafen waren dem niederländischen Königshaus Oranien freundschaftlich verbunden. Die schwarzbunten holländisch-friesischen Rinder beeindruckten Markgraf Carl Wilhelm Friedrich wegen ihrer Größe und Milchleistung so stark, dass er 1740 sechs Kühe aus Holland zur Deckung des Milchbedarfs seiner Hofhaltung in Triesdorf anschaffte. Bald schon wurden weitere Kühe und ein Zuchtbulle gekauft und an Bauern verteilt, um die Rasse in Franken zu verbreiten.
Die fränkischen Bauern hatten bis dahin Rinder der alten Rotviehrasse gehalten, kleine robuste Tiere, die als Zugtiere und Mistlieferanten dienten. Das Vieh, das der Markgraf seinen Bauern aufdrängen wollte, war aber genau der Gegentyp des Rotviehs; es war an das raue Klima und die schlechte Futtergrundlage hierzulande nicht angepasst und wegen Fehlstellung der Gliedmaßen nicht als Zugtier geeignet. Schon nach wenigen Generationen waren die Tiere durch Inzucht degeneriert.
Daher ließ Markgraf Carl Alexander 1757 durch seinen Stallmeister Baron von Mardefeld schwarzbunte Höhenrinder (Berner Schecken) aus der Westschweiz ankaufen. Diese schweren Tiere waren für Arbeit und Mast besser geeignet als die holländische Rasse. Die Einkreuzung der Schweizer Triesdorfs Rasse in die Rotviehbestände war so erfolgreich, dass 1780 weitere 24 Kühe und ein Bulle aus den Schweizer Kantonen Bern und Freiburg nach Triesdorf gebracht wurden. Seine beiden schönsten Kreuzungsrinder ließ von Mardefeld um 1770 in Öl malen. Die Gemälde hängen noch im Roten Schloss, der Triesdorfer Tierhaltungsschule. Charakteristisch an der Triesdorfer Rasse ist die Scheckung (Tigerung) der Tiere, nach der das Ansbach-Triesdorfer Rind später auch als Triesdorfer Tiger bezeichnet wird. In der zweiten Hälfte des 18. Jahrhunderts waren die Triesdorfer Kreuzungsrinder auf allen Viehmärkten zu sehen. Sie wurden nicht nur in Nürnberg und Mannheim aufgetrieben, sondern auch in Straßburg und Paris, da ihr Fleisch als feinfaserig und zart gilt. Unter preußischer Herrschaft wurde neben der Feldwirtschaft auch die Milchnutzung verpachtet. Erst 1839 übernahm die Triesdorfer Ökonomie die Meierei und Käserei wieder in eigener Regie und stellte einen Käsermeister aus dem Schweizer Kanton Unterwalden an. Durch die bereits zum dritten Mal aufgetretene Viehseuche Enzootische Leukose der Rinder ging 1800 der gesamte Triesdorfer Rinderbestand von 40 Tieren verloren. Nach einem Beschluss der preußischen Kriegs- und Domänenkammer wurde von Mardefeld sofort zum Ankauf von 50 neuen Rindern in die Schweiz geschickt. In bayerischer Zeit griff man zunächst wieder auf das Niederungsvieh zurück, später setzte man auch Simmentaler ein. Die Einkreuzungen setzten sich bis 1890 fort, so dass schließlich neun Rassen im Ansbach-Triesdorfer Rind vereinigt waren.
Mehrmalige Ausbrüche der Maul- und Klauenseuche, der Lungenseuche und Vergiftungen durch die Herbstzeitlose stellten eine ständige Gefährdung der Zuchtarbeit dar. Wenn aus der Umgebung eine Rinderkrankheit bekannt wurde, wurden die vier Triesdorfer Tore geschlossen, so dass niemand mehr hinein oder hinaus konnte. Bis 1844 nahm der Rinderbestand in der Kreisviehzuchtanstalt Triesdorf auf 132 Tiere zu (1 Bulle, 43 Kühe, 18 Kalben, 56 Kälber und 14 Ochsen). In diesem Jahr wurden 52.000 Maß Milch (≈ 420 Liter pro Kuh), 399 Pfund Butter und 253 Laib Käse erzeugt.
Mittlerweile gibt es mehr Kühe als Menschen in Triesdorf.

### Der Beginn der landwirtschaftlichen Ausbildung in Triesdorf
Schon bald nach Auflösung der Triesdorfer Garnison (seit 1806 lagen zwei Eskadrone des 2. Chevauxleger-Regiments Taxis in den Triesdorfer Schlössern, etwa 250 Mann) wurde vorgeschlagen, dem königlichen Staatsgut eine landwirtschaftliche Bildungsanstalt zuzuordnen, da genügend leerstehende Gebäude vorhanden waren. Die Kavallerieregimenter waren allerdings noch mehrere Jahre in Triesdorf im Feldlager und übten auf der Schießbahn, so dass die Gemeinde Weidenbach sich bis 1865 bemühte, wieder eine Garnison zu bekommen, was auch zeitweise gelang.
Landwirtschaftliche Praktikanten gab es in Triesdorf schon immer. Es waren Söhne von Gutsbesitzern oder Adeligen. Zu einer konkreten Planung, eine Schule einzurichten, kam es aber erst 1843. Graf Seinsheim vom Münchner Finanzministerium forderte die Königliche Regierung von Mittelfranken auf, ein Gutachten darüber abzugeben, die Landwirtschaftliche Centralschule zu Schleißheim nach Triesdorf zu verlegen. Direktor Herrmann Keim führte zahlreiche Gründe gegen eine Schulverlegung auf: die Schlösser seien völlig abgewohnt, einige Gebäude auf Lebenszeit vermietet, viele Teilflächen langfristig verpachtet oder manche wegen Reservierungen für den Königshof nicht nutzbar. Es sei also ein erheblicher Bauaufwand zu leisten. Als gewichtigsten Grund gegen eine Verlegung führte Keim die schlechten Bodenverhältnisse in Triesdorf an. Er plädierte daher allenfalls für eine Provinzial-Landwirtschaftsschule in Triesdorf. Sie wurde unter Staatsgutadministrator Kraus als Königliche Kreisackerbauschule 1848 im Weißen Schloss eingerichtet.
Aus dieser Kreisackerbauschule entwickelten sich die heutigen Landwirtschaftlichen Lehranstalten und das Landwirtschaftliche Bildungszentrum Triesdorf.

## Verwaltung
Triesdorf lag im Fraischbezirk des Oberamtes Ansbach. Gegen Ende des 18. Jahrhunderts gab es neben den herrschaftlichen Anwesen noch 10 Mannschaften. Von 1797 bis 1808 unterstand der Ort dem Justiz- und Kammeramt Ansbach.
Im Rahmen des Gemeindeedikts wurde Triesdorf dem 1808 gebildeten Steuerdistrikt Weidenbach und der wenig später gegründeten Ruralgemeinde Weidenbach zugeordnet.

## Einwohnerentwicklung
| Jahr      | 001818 | 001840 | 001861 | 001871 | 001885 | 001900 | 001925 | 001950 | 001961 | 001970 | 001987 |
| Einwohner | 182    | 130    | 153    | 227    | 232    | 222    | 259    | 475    | 514    | 410    | 171    |
| Häuser    | 56     | 28     |        |        | 27     | 24     | 26     | 27     | 42     |        | 35     |
| Quelle    | [ 19 ] | [ 20 ] | [ 21 ] | [ 22 ] | [ 23 ] | [ 24 ] | [ 25 ] | [ 26 ] | [ 27 ] | [ 28 ] | [ 1 ]  |

## Religion
Der Ort ist seit der Reformation evangelisch-lutherisch geprägt und bis heute nach St. Georg (Weidenbach) gepfarrt. Die Einwohner römisch-katholischer Konfession sind nach St. Jakobus (Ornbau) gepfarrt.

## Baudenkmäler
In Triesdorf gibt es folgende Baudenkmäler:
- Weißes Schloss
- Rotes Schloss (ehemaliges Falkenhaus)
- Reithaus
- Marstall
- Hofgärtnerhaus
- Jägerhaus
- Forstamt
- Villa Sandrina
- Meierei mit Meierstadel
- Einzelne Häuser

## Landwirtschaftliches Bildungszentrum

Portal der Hochschule in Triesdorf, ehemalige Infanteriekaserne der Markgrafen von Brandenburg-Ansbach

Aus der Kreisackerbauschule erwuchs in Triesdorf ein Zentrum verschiedener Einrichtungen der Bereiche Umwelt, Ernährung und Landwirtschaft, das Triesdorf deutschlandweit bekannt machte.

### Übersicht über die Einrichtungen
- Gutshof des Bezirks Mittelfranken[31]
  - Pflanzenproduktion
    - 112 ha Ackerland (Getreide, Mais, Raps, Leguminosen, Kartoffel, Zuckerrübe, Luzerne)
    - 60 ha Grünland
    - 8 ha Saatzucht und Versuchsfläche (Wintergerste, Winterweizen, Sommerweizen, Lupinen), Züchter des Sommerweizens Triso und der Wintergerste Daniela.
    - 6 ha (Karpfen-)Weiher
    - 6 ha Obstanlagen
    - 4 ha Wald

  - Tierhaltung
    - 62 Milchkühe der Rasse Fleckvieh mit weiblicher Nachzucht
    - 100 Zuchtsauen der Rasse Deutsches Edelschwein, angeschlossene Aufzucht und Mast
    - 260 Merino-Mutterschafe, 6 Böcke
    - 1600 Legehennen in Boden- und Volierenhaltung, 400 rebhuhnfarbige Italiener zur Leistungszucht
    - 100 Standvölker der Carnica-Biene, Abgabe von Zuchtvölkern und Zuchtköniginnen, Besamung von Königinnen
    - Versuchs- und Erprobungsteiche des Bezirks Mittelfranken für Karpfen

  - Obstlehrgarten (Streuobstanlage, Niederstammanlage, Erhaltung bedrohter Obstsorten)
  - Brennerei
- Lehr-, Versuchs- und Fachzentrum für Milchanalytik (LVFZ) der Bayerischen Landesanstalt für Landwirtschaft, Berufsschule für Milchwirtschaftliche Laboranten in Bayern, Fortbildung zum/zur Milchwirtschaftlichen Labormeister
- Lehrmolkerei des Milchwirtschaftlichen Vereins Franken e. V.
- Landwirtschaftliche Lehranstalten Triesdorf (im Besitz des Bezirks Mittelfranken)
  - Tierhaltungsschule
  - Landmaschinenschule
- Campus der Hochschule Weihenstephan-Triesdorf mit den Fakultäten Landwirtschaft (Studiengänge Landwirtschaft, Ernährung und Versorgungsmanagement, Agrartechnik, Lebensmittelmanagement), Master of Business Administration (MBA) in Regionalmanagement, Internationaler MBA in Agrarmanagement, und Umweltingenieurwesen mit den Bachelor-Studiengängen Umweltsicherung, Technologie Erneuerbarer Energien, Wassertechnologie sowie (seit 2017) dem Masterstudiengang Umweltingenieurwesen. Die Hochschule ging aus der Ingenieursschule für Landwirtschaft hervor, die 1971 zur Fachhochschule wurde.
- Staatliche Fachakademie für Landwirtschaft, Fachrichtung Ernährungs- und Versorgungsmanagement
- Technikerschule für Landbau
- Höhere Landbauschule
- Staatliche Fachoberschule/Berufsoberschule für Landwirtschaft (Schwerpunkte Landwirtschaft, Forstwirtschaft, Garten- und Landschaftsbau, Umweltsicherung und Ernährung)
- Staatliche Berufsschule Ansbach, Außenstelle Triesdorf mit den Fachbereichen Landwirt, Milchwirtschaftlicher Laborant, Tierpfleger, Tierwirt und Fachkraft Agrarservice

Diese Dichte an verschiedenen Ausbildungseinrichtungen im Bereich der Grünen Berufe ist einzigartig in Deutschland. Da viele Studiengänge und Ausbildungsberufe bayern- bzw. deutschlandweit einmalig sind, ergibt sich eine überregionale Bekanntheit des Dorfes.

## Tourismus
Der Markt Weidenbach und der Ortsteil Triesdorf mit seinen barocken Gebäuden der Sommerresidenz und den Barockgärten profitieren vom nahe gelegenen Fränkischen Seenland. In den letzten Jahren versuchte die Gemeinde diesen Vorteil zu nutzen und das Dorfbild zu verbessern, um attraktiver für Touristen zu werden. Im Rahmen der Dorferneuerung wurden vielfältige Sanierungsmaßnahmen durchgeführt.
Nach der Neuansiedlung des Bibers in Franken befindet sich in Triesdorf der einzige Biberlehrpfad Deutschlands, Balduin Biber, mit Schautafeln und einem Biberbiotop. Nach Demonstrationen der Schüler und Studenten wurde der Radweg Triesdorf-Triesdorf Bahnhof angelegt, der Teil des Radwegs Meister (r)Ade(l)bar – mit dem Storch unterwegs im Altmühltal ist, an den Triesdorfer Storchenhorsten vorbeiführt und mit Informationstafeln ausgestattet ist. Folgende weiteren Radwanderwege, die das Umland des Seenlands erschließen, führen durch Triesdorf: der Tore-Türme-Schlösser-Radweg (Triesdorf–Weidenbach–Ornbau–Arberg–Bechhofen–Merkendorf–Wolframs-Eschenbach–Windsbach–Mitteleschenbach–Haundorf–Muhr am See), der Radweg Ansbach–Altmühl (Ansbach) entlang der B 13 bis Leidendorf und dann durch Triesdorf nach Ornbau, von Ornbau aus als Altmühlradweg entlang des Altmühlsees bis Kelheim.
Durch Triesdorf führt der Fernwanderweg Theodor-Bauer-Weg.

## Verkehr
Die Staatsstraße 2220 führt nach Weidenbach (0,7 km südwestlich) bzw. zur Bundesstraße 13 bei Triesdorf Bahnhof (1,5 km östlich). Die Staatsstraße 2411 führt nach Ornbau (2,5 km südlich) bzw. zur B 13 ( km lich) zwischen Leidendorf (1 km nordwestlich) und Triesdorf Bahnhof (2,7 km südöstlich).